# Landerd

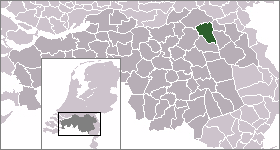
position i Noord-Brabant

Landerd är en kommun i provinsen Noord-Brabant i Nederländerna. Kommunens totala area är 70,68 km² (där 0,28 km² är vatten) och invånarantalet är 15 076 invånare (1 februari 2012).